# ジェシカ・セント・クレア
ジェシカ・セント・クレア（Jessica St. Clair、1977年9月21日 - ）は、アメリカ合衆国の女優。

## 出演作品
- スペース・フォース Space Force (2020)
- コスメティック・ウォー わたしたちがBOOSよ! Like a Boss (2020)
- カジノ・ハウス The House (2017)
- おとなの恋には嘘がある
- ふたりのパラダイス
- ディクテーター　身元不明でニューヨーク
- ラリーのミッドライフ★クライシス シーズン8
- かぞくはじめました
- ある日モテ期がやってきた
- 迷ディーラー!?ピンチの後にチャンスなし The Goods: Live Hard, Sell Hard (2009)
- 草食男子の落とし方
- ユナイテッド・ステイツ・オブ・タラ シーズン1